# Friedrich Waller
Friedrich „Fritz” Waller (ur. 18 marca 1920, zm. 15 lutego 2004) – szwajcarski bobsleista, złoty medalista zimowych igrzysk olimpijskich w Sankt Moritz w bobslejowych dwójkach (w parze z Felixem Endrichem), dwukrotny złoty medalista mistrzostw świata: w Sankt Moritz 1947 w bobslejowych dwójkach i Lake Placid 1949 – w czwórkach.